# Reichsbahndirektion München
Die Reichsbahndirektion München war eine regionale Verwaltungsbehörde der Deutschen Reichsbahn. Von 1920 bis 1933 war die Direktion Teil der Gruppenverwaltung Bayern. Vorläufer war seit 1904 die Eisenbahndirektion München der Bayerischen Staatseisenbahnen, die wiederum auf das 1845 eingerichtete erste Bahnamt München zurückging.
Nach Gründung der Deutschen Bundesbahn erfolgte die Umbenennung in Bundesbahndirektion München. Sie wurde im Zuge der Bahnreform 1993 aufgelöst.

## Geschichte
Die Generalverwaltung der Königlichen Eisenbahnen richtete im Juli 1845 ein erstes Bahnamt München ein, das die Strecken rund um München verwaltete. Am 14. November 1851 wurde das Bahnamt München zum Oberpost- und Bahnamt München umgewandelt. Durch die Übernahme eines Teils der Strecken der Actiengesellschaft der bayerischen Ostbahnen wuchs das betreute Streckennetz am 15. April 1875 erheblich an. Das Direktionsgebäude der Ostbahnen am Münchner Centralbahnhof wurde fortan durch das Bahnamt weitergenutzt. 1876 erhob die Generaldirektion der Königlichen Verkehrsanstalten das Bahnamt zum Oberbahnamt München. Diesem waren 1894 die Bahnämter München Ostbahnhof, München Südbahnhof und München Centralbahnhof sowie die Bahnverwaltungen in Holzkirchen, Mühldorf, Pasing, Simbach und Starnberg zugeordnet. 1904 erfolgte eine erste Neuordnung der Verwaltungsstruktur, aus den Oberbahnämtern wurden Eisenbahnbetriebsdirektionen. Zum 1. April 1907 reduzierten die Bayerischen Staatsbahnen die Anzahl ihrer Direktionen, München übernahm dabei die Strecken des früheren Oberbahnamts Rosenheim.
Mit Gründung der Deutschen Reichsbahn ging die Eisenbahndirektion München zum 1. April 1920 an diese über, ab dem 6. Juli 1922 auch formell als Reichsbahndirektion (RBD) München bezeichnet. Bayern hatte sich im Staatsvertrag mit dem Reich aber eine separate Zwischeninstanz in Form der Gruppenverwaltung Bayern gesichert, so dass die bayerischen Reichsbahndirektionen nicht direkt der Berliner Hauptverwaltung unterstanden. Das Gebiet der Münchner Reichsbahndirektion erstreckte sich zum größten Teil im Bezirk Oberbayern über das Alpenvorland und in die bayerischen Alpen hinein.
Zum 1. Oktober 1933 wurde die Gruppenverwaltung Bayern aufgelöst und ihre Aufgaben durch die Deutsche Reichsbahn übernommen. Daraufhin zog die Reichsbahndirektion München in das Gebäude der Gruppenverwaltung an der Arnulfstraße um. Das alte Gebäude der Reichsbahndirektion wurde durch das neugegründete Reichsbahn-Zentralamt München übernommen.
Für die nationalsozialistischen Umbauplanungen der Münchner Bahnanlagen wurde am 1. Januar 1938 zur Entlastung der Reichsbahndirektion die neue Reichsbahn-Baudirektion München (RBauD München) gegründet. Nach dem Anschluss Österreichs übernahm die RBD München zum 31. März 1938 die Bahnstrecken Kufstein–Innsbruck und Innsbruck–Mittenwald von der aufgelösten Bundesbahndirektion Innsbruck. Mit der Verstaatlichung der Lokalbahn Aktien-Gesellschaft (LAG) gingen zum 1. August 1938 alle LAG-Strecken, unter anderem die Isartalbahn, an die Reichsbahndirektion München über. Am 1. Oktober 1944 wurde die Reichsbahn-Baudirektion aufgrund der Auswirkungen des Zweiten Weltkriegs aufgelöst; bis zum Kriegsende verblieb noch ein Baustab. Die Luftangriffe auf München zerstörten große Teile des Direktionsgebäudes an der Arnulfstraße.
Zum 22. Mai 1945 wurden die 1938 von der Bundesbahndirektion Innsbruck übernommenen Strecken wieder an die Österreichischen Staatsbahnen zurückgegeben. Nach der Gründung der Deutschen Bundesbahn am 7. September 1949 erhielt die bisherige Reichsbahndirektion zum 18. Dezember 1951 die Bezeichnung Bundesbahndirektion München.
Am 1. Mai 1971 erfolgte die Auflösung der Bundesbahndirektion Augsburg. Das Direktionsgebiet wurde weitgehend der Bundesbahndirektion München zugeordnet.

## Streckennetz
Bedeutende Strecken innerhalb der Direktion waren:
- die Bahnstrecke München–Augsburg
- die Bahnstrecke München–Rosenheim und ihre Fortsetzungen nach Salzburg bzw. nach Kufstein
- die Bahnstrecke München–Ingolstadt–Treuchtlingen
- die Bahnstrecke München–Regensburg und die in Landshut abzweigende Bahnstrecke nach Plattling
- die Bahnstrecke München–Simbach
- die Bahnstrecke München–Garmisch-Partenkirchen

## Präsidenten
Im Zeitraum zwischen dem Übergang von den Bayerischen Staatseisenbahnen zur Reichsbahn 1920 und dem Ende der eigenständigen Direktion im Zuge der Überführung der Deutschen Bundesbahn in die Deutsche Bahn AG amtierten die folgenden Präsidenten der Reichsbahn- bzw. Bundesbahndirektion München:

### Reichsbahndirektion
- 1918 bis 30. September 1921: Alois Ritter von Frank
- 1. Oktober 1921 bis Dezember 1928: Karl Ritter von Völcker
- Dezember 1928 bis 2. April 1929: unbesetzt
- 3. April 1929 bis 31. Januar 1933: Joseph von Käß
- 1. Februar 1933 bis 30. September 1933: Karl Wilhelm List
- 1. Oktober 1933 bis 30. September 1942: Albert Gollwitzer
- 1. Oktober 1942 bis 16. März 1943: Otto Gümbel
- 17. März 1943 bis 31. August 1943: Friedrich Drechsler (kommissarisch)
- 1. September 1943 bis Mai 1945: Johann Zwingmann
- Juni 1945 bis 6. September 1949: Karl Rosenhaupt (Präsident der nunmehrigen Bundesbahndirektion München bis 28. Februar 1951)

### Bundesbahndirektion
- 1949 bis 1951: Karl Rosenhaupt
- 1951 bis 1960: Karl Meyer
- 1961 bis 1968: Willi Lettau
- 1969 bis 1977: Hugo Bachmann
- 1977 bis 1982: Alfons Thoma
- 1982 bis 1993: Peter Lisson